# 권영근
권영근(1981년 11월 16일 ~ )은 한화 이글스의 전 야구 선수다. 현재 강남구리틀의 감독을 맡고 있다.

## 출신 학교
- 장안초등학교
- 건국대학교사범대학부속중학교
- 덕수고등학교
- 건국대학교

## 같이 보기
- 2005년 한화 이글스 시즌